# Heaven Is Falling
Heaven Is Falling is een nummer van de Amerikaanse band Bad Religion. Het is het zesde nummer van het zesde album van de band: Generator. De tekst is afkomstig van gitarist Brett Gurewitz. Het nummer duurt net iets langer dan twee minuten.

## Tekst
De tekst gaat erover dat er veel te veel nare dingen gebeuren in de wereld, met name in de politiek. Iedereen doet wat hij wil en luistert nergens naar. Vandaar de titel: Heaven is Falling. (Vertaald: de Hemel gaat vallen.)

## Albums
Het nummer is naast het oorspronkelijke album Generator (nog) nooit op een later compilatie- of livealbum verschenen.

## Samenstelling
- Greg Graffin - Zang
- Brett Gurewitz - Gitaar
- Greg Hetson - Gitaar
- Jay Bentley - Basgitaar
- Bobby Schayer - Drums